# Yohann Ndoye-Brouard
Yohann Ndoye-Brouard (Chambéry, 29 de diciembre de 2000) es un deportista francés que compite en natación, especialista en el estilo espalda.
Participó en dos Juegos Olímpicos de Verano, en los años 2020 y 2024, obteniendo una medalla de bronce en París 2024, en la prueba de 4 × 100 m estilos.
Ganó tres medallas en el Campeonato Mundial de Natación de 2025, cuatro medallas en el Campeonato Europeo de Natación, en los años 2021 y 2022, y una medalla de plata en el Campeonato Europeo de Natación en Piscina Corta de 2023.
Estudió Kinesiología en el Instituto Nacional del Deporte, la Experiencia y el Rendimiento (INSEP).

## Palmarés internacional
| Juegos Olímpicos                    | Juegos Olímpicos    | Juegos Olímpicos  | Juegos Olímpicos  |
| Año                                 | Lugar               | Medalla           | Prueba            |
| ----------------------------------- | ------------------- | ----------------- | ----------------- |
| 2024                                | París (Francia)     | Medalla de bronce | 4 × 100 m estilos |
| Campeonato Mundial                  |                     |                   |                   |
| Año                                 | Lugar               | Medalla           | Prueba            |
| 2025                                | Singapur (Singapur) | Medalla de plata  | 4 × 100 m estilos |
| 2025                                | Singapur (Singapur) | Medalla de bronce | 100 m espalda     |
| 2025                                | Singapur (Singapur) | Medalla de bronce | 200 m espalda     |
| Campeonato Europeo                  |                     |                   |                   |
| Año                                 | Lugar               | Medalla           | Prueba            |
| 2021                                | Budapest (Hungría)  | Medalla de bronce | 100 m espalda     |
| 2022                                | Roma (Italia)       | Medalla de oro    | 200 m espalda     |
| 2022                                | Roma (Italia)       | Medalla de plata  | 4 × 100 m estilos |
| 2022                                | Roma (Italia)       | Medalla de bronce | 100 m espalda     |
| Campeonato Europeo en Piscina Corta |                     |                   |                   |
| Año                                 | Lugar               | Medalla           | Prueba            |
| 2023                                | Otopeni (Rumania)   | Medalla de plata  | 100 m espalda     |